# Adolfo Ruiz Cortines
Adolfo Tomás Ruiz Cortines (ur. 30 grudnia 1890 w Veracruz, zm. 3 grudnia 1973 w Meksyku) – prezydent Meksyku w latach 1952–1958 z ramienia Partii Rewolucyjno-Instytucjonalnej. Za jego sprawą kobiety w Meksyku otrzymały prawo głosu.

## Życiorys
Urodził się w mieście Veracruz w stanie Veracruz, tam też odbył wczesną edukację. Jego ojciec zmarł niedługo po narodzeniu syna, młody Adolfo w wieku 16 lat musiał rzucić szkołę i zacząć pracować w fabryce włókienniczej aby utrzymać swoją rodzinę. W 1912 przeprowadził się do miasta Meksyk. Tam też przyłączył się do obozu politycznego wspierającego Francisco Madero przeciwko Victoriano Huercie. W 1914 wstąpił do wojska. W 1921 rozpoczął pracę w biurze statystycznym, a w latach 1926–1935 był jego dyrektorem. W latach 1944–1948 był gubernatorem stanu Veracruz. Uczestniczył w kampaniach prezydenckich Manuela Avili Camacho (1940) i Miguela Alemána Valdésa (1946). W 1948 został sekretarzem w kancelarii gabinetu prezydenta Alemana. Po zakończeniu kadencji przez Alemana, na stanowisku prezydenta zastąpił go Ruiz.
W czasie swojej kadencji Ruiz głosił hasła „narodowej jedności, uczciwego rządu i niskich kosztów utrzymania”. Ustanowił ceny minimalne na niektóre produkty rolne w celu zwiększenia produkcji i zwiększenia stabilności cen. Za jego rządów przeznaczano duże sumy na inwestycje w transport i komunikację oraz szkolnictwo publiczne. W kwietniu 1954 nadzorował dewaluację peso. Podtrzymywał dobre stosunki ze Stanami Zjednoczonymi. Po zakończeniu swojej kadencji pracował jeszcze jako doradca ekonomiczny rządu do 1967. Jest uważany za jednego z najbardziej kompetentnych i najmniej skorumpowanych prezydentów w historii Meksyku.